# ألبيرت راموس
ألبيرت راموس (بالإسبانية: Albert Ramos) (ولد في 17 يناير 1988، في برشلونة, إسبانيا). هو لاعب كرة مضرب محترف.

## آخر التحديثات
تأهل الإسباني ألبرت راموس إلى ثمن نهائي بطولة ريو دي جانيرو المفتوحة للتنس بانتصاره على الأرجنتيني خوان إجناسيو لونديرو 6-3 و6-4.
بوينوس آيرس – بلغ الإسباني ألبرت راموس نهائي بطولة كوردوبا المفتوحة للتنس ذات الـ250 نقطة المقامة في الأرجنتين بعد تغلبه على الأرجنتيني فاكوندو باجنيس.